# Hoplopleura mulleri
Hoplopleura mulleri är en insektsart som beskrevs av Paterson 1954. Hoplopleura mulleri ingår i släktet Hoplopleura och familjen gnagarlöss. Inga underarter finns listade i Catalogue of Life.